# Agustín Rojas Anido
Agustín Rojas Anido (Santa Clara, 11 de junio de 1949-Santa Clara, 11 de septiembre de 2011) fue un escritor cubano. Reconocido por sus obras de ciencia ficción. Más conocido por su seudónimo literario: Agustín de Rojas. 
Se licenció en Ciencias Biológicas y profesor de Historia del Teatro de la Escuela de Instructores de Arte de Villa Clara. También fue miembro de la UNEAC.
En 1982 obtuvo el premio David de la ciencia ficción cubana por su novela Espiral, novela de estilo duro. Esta novela inició un ciclo temático que incluye Una leyenda del futuro (1985) y El año 200 (1990). En esta trilogía su autor se adscribió a la línea de la ciencia ficción socialista, cuyo máximo exponente fue La Nebulosa de Andrómeda, del escritor soviético Iván Efremov, donde se desarrollaba una visión romántico-idealista sobre el futuro del comunismo.  
Las influencias literarias de Agustín de Rojas en su obra fueron, principalmente, autores del período de la ciencia ficción sovética como los hermanos Arkadi y Borís Strugatsky e Iván Efrémov, así como Bradbury, Heinlein, Asimov y otros que no son del género: Hammet, Dostoievski, Merimeé, Lovecraft, etc.
Las obras que, según él, lo incitaron a escribir fueron El viaje, de Miguel Collazo, y Fahrenheit 451, de Ray Bradbury.
Después de haber publicado su trilogía de ciencia ficción, y a raíz de la caída del bloque socialista y los consiguientes cambios en Cuba, Rojas dejó de escribir literatura del género. Sus intereses derivaron entonces hacia el tema del cristianismo y la ética social. En 1997 obtuvo el Premio Especial de Novela "Dulce María Loynaz" con la novela El publicano, acerca de uno de los discípulos de Jesús. Más tarde publicó una serie de artículos exegéticos en la revista de la diócesis de Santa Clara.
Sumido en una gran depresión, negándose a comer y rechazando toda ayuda médica del cáncer que lo aquejaba, el escritor falleció en su ciudad natal de Santa Clara, el 11 de septiembre de 2011.

## Obras publicadas
- Espiral, novela de cf, Editorial Unión, 1982.
- Una leyenda del futuro, novela de cf, Colección Radar n.º 53, Editorial Letras Cubanas, 1985.
- El año 200, novela de cf, Editorial Letras Cubanas, 1990.
- Catarsis y sociedad, ensayo sobre el papel social del arte y la literatura, Editorial Capiro, 1992.
- El publicano, novela histórica, Editorial Letras Cubanas, 1997.
- Historia del Teatro: de los orígenes al medioevo. libro de texto. Editorial Capiro, 2002.